# Du Yuting
Du Yuting (chinois : 杜玉亭 ; pinyin : dù yùtíng), né en 1934 dans le xian de Chiping (à Liaocheng), province du Shandong, est un historien et ethnologue chinois, spécialisé dans les cultures du Sud de la Chine (en particulier la province du Yunnan), de Birmanie et de Thaïlande, ainsi que dans l'histoire des Mongols du Yunnan.

## Biographie
En 1954, il entre à la section Histoire de l'Université du Yunnan (云南大学)[réf. nécessaire].
En 1958, il est nommé dans la section Études des minorités de l'Académie chinoise des sciences, où il se met rapidement à l'étude des Mongols[réf. nécessaire].
En 1960, il commence à étudier l'histoire des Mongols[réf. nécessaire].